# تشارلي بيلي (لاعب كرة قدم أمريكية)
تشارلي بيلي (بالإنجليزية: Charlie Bailey)‏ هو لاعب كرة قدم أمريكية أمريكي، ولد في 20 يوليو 1940 في بوكا في الولايات المتحدة.